# Historia general de las drogas
Historia general de las drogas es una obra del filósofo español Antonio Escohotado. Es considerada la principal en su materia, aunando el enfoque histórico con el fenomenológico mediante un apéndice que examina las principales drogas descubiertas, tanto legales como ilegales, a las que el autor denomina también, en ocasiones, fármacos. Incluye más de 300 imágenes, siendo un libro único en la bibliografía mundial por su precisión y profundidad.
Fue editada por primera vez en 1983. Consta de 1542 páginas, quince ediciones (hasta 2005) y traducciones parciales o totales al inglés, francés, italiano, portugués, búlgaro y checo.
La obra contempla un recorrido multidisciplinar sobre la ebriedad, abordando aspectos históricos, culturales, mitológicos, antropológicos, sociológicos, políticos, químicos y médicos. Incluye un apéndice -anteriormente publicado por separado y titulado en sucesivas ediciones El libro de los venenos (1990), Para una fenomenología de las drogas (1992) y Aprendiendo de las drogas (1995)- que se presenta como un manual de uso y consumo de los diferentes tipos de drogas que el autor probó.
El objetivo de la obra es analizar el uso de las drogas a lo largo de la historia y justificar el derecho a su consumo desde una posición libertaria.